# 日本LPガス団体協議会
日本LPガス団体協議会（にほんエルピーガスだんたいきょうぎかい）は、日本における液化石油ガス（LPガス）関連団体の連絡協議会である。
LPガスの流通に関わる2団体と機器・設備に関わる3団体の計5団体によって構成されている。

## 概要

### 所在地
〒105-0001 東京都港区虎ノ門1-14-1　琴平ビル　4F

### 沿革
- 昭和52年（1977年）4月1日　LPガスのユーザーにおける事故撲滅を目指しLPガス関連団体の連絡協議会として発足。
- 平成5年（1993年）LPガス産業政策等に関する事業が追加され、業界全般にわたる諸問題を解決する場所となる。

## 所属会員

### LPガス流通
- 日本LPガス協会 - LPガスの輸入元売業者の団体。
- 一般社団法人全国LPガス協会 - LPガスの卸売業者、販売業者、LPガススタンド事業者の団体。

### LPガス機器・設備
- 一般社団法人日本エルピーガスプラント協会 - LPガス設備の製造検査業者の団体。
- 一般社団法人日本ガス石油機器工業会 - ガス・石油機器の製造・販売業者の団体。
- 一般社団法人日本エルピーガス供給機器工業会 - LPガス供給機器の製造業者の団体。

## 提供番組

### 過去
- 『JNNニュースの森』（新興産業と共にナショナルスポンサーとして朝日ソーラー、日本生命と隔日で、1994年10月～1995年3月。周富徳出演の「周さんのLPガスな夜」「周さんのLPガスな朝」というCMが放送されていた）
- 『ビッグモーニング』（隔日、同上・提供時期不明）